# Testament d'Adolf Hitler
 (février 2020).
Si vous disposez d'ouvrages ou d'articles de référence ou si vous connaissez des sites web de qualité traitant du thème abordé ici, merci de compléter l'article en donnant les références utiles à sa vérifiabilité et en les liant à la section « Notes et références ».

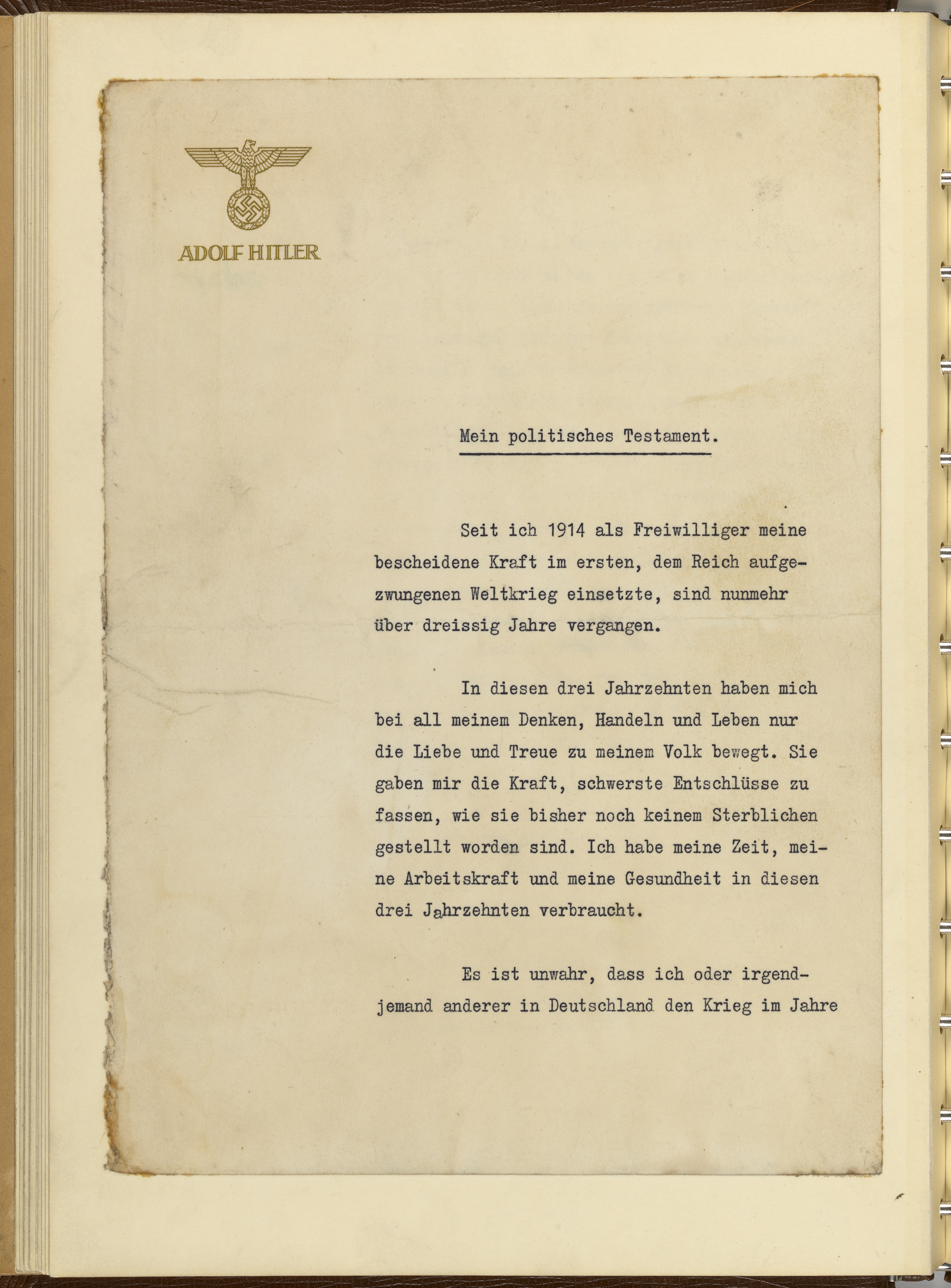
Première page du testament.

Le testament d'Adolf Hitler a été dicté par Hitler à sa secrétaire Traudl Junge dans son Führerbunker à Berlin le 29 avril 1945, la veille de son suicide. Il se compose de deux documents distincts, une volonté politique et un testament d'ordre privé.
Il s'agit de deux courts documents, de trois pages pour le testament privé et de dix pages pour le testament politique, signés tous deux en date du 29 avril 1945 à 4 h du matin.

## Testament privé
Adolf Hitler avait déjà rédigé un testament privé manuscrit le 2 mai 1938. Il en fait donc rédiger un second.

## Testament politique

### Une justification politique
La première partie du testament contient la réaffirmation de sa position politique et des justifications déjà formulées à de nombreuses reprises. Son intention de se suicider peu après la rédaction du testament et la destruction imminente du Troisième Reich n'ont pas fait évoluer sa position politique. Son antisémitisme y apparaît toujours intact. Il ne fait aucune mention concernant le communisme.

### Un nouveau gouvernement
La deuxième partie expose les intentions de Hitler pour le gouvernement de l'Allemagne et la direction du parti nazi après sa mort. Elle traite de la question de sa succession dans les deux fonctions distinctes de président du Reich et chancelier du Reich, fonctions qu'il cumule depuis la mort du maréchal Hindenburg en août 1934 et le plébiscite du 19 août 1934, Hitler s'étant fait officiellement appeler ensuite « Führer et chancelier du Reich » (en allemand : Führer und Reichskanzler).
Il désigne aussi son successeur dans ses fonctions de commandant en chef des forces armées (la Wehrmacht), de commandant en chef de l’armée de terre (la Heer), de Führer du parti nazi.
Ainsi, il nomme le Großadmiral Dönitz :
- comme son successeur en tant que président du Reich ;
- ministre de la Guerre, de la sorte commandant en chef des forces armées (Oberbefehlshaber der Wehrmacht) ;
- commandant en chef de la Kriegsmarine[b].

Joseph Goebbels est désigné au poste de chancelier du Reich.
Le nouveau gouvernement du Reich qu'il propose, et qui n'a jamais vu le jour, aurait été composé de quinze autres personnalités politiques :
1. Martin Bormann, ministre du Parti[c] ;
2. Arthur Seyss-Inquart, ministre des Affaires étrangères ;
3. Le gauleiter Paul Giesler, ministre de l'Intérieur ;
4. Le Generalfeldmarschall Schörner, commandant en chef de l'armée de terre (la Heer) ;
5. Le Generalfeldmarschall von Greim, commandant en chef de l'armée de l'air (la Luftwaffe) ;
6. Le gauleiter Karl Hanke, chef de la SS et de la police[d] ;
7. Walther Funk, ministre de l’Économie ;
8. Herbert Backe, ministre de l'Agriculture ;
9. Otto Georg Thierack, ministre de la Justice ;
10. Dr Gustav Adolf Scheel, ministre des Cultes ;
11. Dr Werner Naumann, ministre de la Propagande ;
12. Lutz Schwerin von Krosigk, ministre des Finances ;
13. Dr Theo Hupfauer, ministre du Travail ;
14. Karl Saur, ministre des Munitions ;
15. Dr Robert Ley, chef du Front allemand du travail et membre du gouvernement.

Il justifie également l'éviction de Göring et Himmler en les accusant d'avoir mené des négociations de reddition avec les Alliés à son insu.
Aucune mention n'est faite d'Albert Speer, l'architecte en chef du Reich, qu'il ne reconduit pas à son poste de ministre de l'Armement et de la Production de guerre : Karl Saur est choisi pour le remplacer.

### Construction d'un pseudo-Hitler?
En plus du texte du 29 avril dont l'authenticité est facilement vérifiable, une série de notes qui auraient été prises par Bormann sous la dictée d'Hitler entre février et avril 1945 a été aussi appelée « Testament politique d'Hitler » par certains historiens qui les considéraient comme authentiques. 
En novembre 2018, Mikael Nilsson, doctorant en histoire suédois a effectué la première analyse scientifique approfondie de ces testaments politiques d'Hitler (ceux soi-disant rapportés par Bormann et non ceux effectivement dictés à sa secrétaire). Selon Nilsson, l'histoire des documents utilisés n'est pas fiable, la datation de plusieurs des notes a été clairement manipulée, et le texte publié contient des déclarations ne pouvant être authentiques. Les notes originales auraient été détruites, ce qui signifie que l'exactitude des versions publiées ne peut être vérifiée. Il conclut en expliquant que les historiens devraient s'abstenir d'utiliser cette source et la traiter comme s'il s'agissait d'une contrefaçon.